# Joe Hachem
Joseph Hachem (in arabo جو هاشم‎?; Libano, 11 marzo 1966) è un giocatore di poker libanese naturalizzato australiano.
Prima di dedicarsi professionalmente al poker, Joe Hachem svolge il lavoro di chiropratico. Nel 1972 si trasferisce con la famiglia dal Libano all'Australia, e successivamente si sposa e diventa padre di due figli.
I primi risultati da professionista arrivano nel 2005, quando chiude 10º al $1.000 No Limit Texas hold 'em in un evento delle WSOP 2005 e vince $25.850.
Nello stesso anno si laurea campione del mondo vincendo il Main Event delle WSOP, guadagnando $7.500.000 e divenendo il primo australiano a vincere le WSOP. Sempre nel 2005 Hachem disputa un tavolo finale di un evento del Circuito delle World Series of Poker.
Alle WSOP 2006 chiude al secondo posto nel $2.500 No Limit Hold'em short-handed, ed al quarto nel $2.500 Pot Limit Hold'em. Riesce ad arrivare 238° al Main Event, guadagnando $42.882. Nel dicembre 2006 vince il suo primo titolo WPT: diviene pertanto il quinto giocatore ad aver vinto un Main Event WSOP ed un titolo WPT (insieme a Doyle Brunson, Carlos Mortensen, Scotty Nguyen e Dan Harrington).
Nel 2007 vince una tappa dell'Asia Pacific Poker Tour Tournament of Champions, ed una puntata del Poker After Dark ("World Series of Poker Champions II"). Nel 2008 arriva 11º all'EPT di Montecarlo.
Alle World Series of Poker 2009 raggiunge il 103º posto nel Main Event. Va ancora una volta ITM alle World Series of Poker 2010, chiudendo 22º nell'evento $2.500 Seven Card Razz. Sempre nel 2010 va due volte ITM in due tappe del World Poker Tour ed arriva 15º al £5.000 No Limit Hold'em Main Event dell'European Poker Tour di Londra.